# Montecarlo (vino)
Il Montecarlo è una DOC riservata ad alcuni vini la cui produzione è consentita nella provincia di Lucca.

## Zona di produzione
La zona di produzione comprende, in provincia di Lucca, parte dei territori dei comuni di: Montecarlo, Altopascio, Capannori e Porcari. 

## Tipologie

### Bianco
| uvaggio                        | Trebbiano toscano min 30 max 60%; Semillon, Pinot grigio, Pinot bianco, Vermentino, Sauvignon e Roussanne presenti in numero di almeno tre vitigni min 40 max 70%; possono concorrere da soli o congiuntamente le uve provenienti dai vitigni a bacca bianca ammesse alla produzione di uve da vino nella Regione Toscana, max 20% con esclusione dei vitigni aromatici: Moscato bianco, Traminer aromatico. |
| titolo alcolometrico minimo    | xx,xx% vol. |
| acidità totale minima          | xx g/l. |
| estratto secco minimo          | xx,00 g/l |
| resa massima di uva per ettaro | xxx q. |
| resa massima di uva in vino    | xx % |

### Rosso
| uvaggio                        | Sangiovese min 50 max 75%; Canaiolo nero, Merlot, Syrah da soli o congiuntamente min 15% amx 40%; Ciliegiolo, Colorino, Malvasia nera di Lecce e/o di Brindisi, Cabernet sauvignon, Cabernet franc, da soli o congiuntamente min 10 max 30%; possono concorrere da soli o congiuntamente le uve provenienti dai vitigni a bacca bianca e/o rossa ammesse alla produzione di uve da vino nella Regione Toscana, max 20% con esclusione dei vitigni aromatici: Aleatico, Moscato bianco, Traminer aromatico. |
| titolo alcolometrico minimo    | xx,xx% vol. |
| acidità totale minima          | xx g/l. |
| estratto secco minimo          | xx,00 g/l |
| resa massima di uva per ettaro | xxx q. |
| resa massima di uva in vino    | xx % |

### Vin santo
| uvaggio                        | Trebbiano toscano min 30 max 60%; Semillon, Pinot grigio, Pinot bianco, Vermentino, Sauvignon e Roussanne presenti in numero di almeno tre vitigni min 40 max 70%; possono concorrere da soli o congiuntamente le uve provenienti dai vitigni a bacca bianca ammesse alla produzione di uve da vino nella Regione Toscana, max 20% con esclusione dei vitigni aromatici: Moscato bianco, Traminer aromatico. |
| titolo alcolometrico minimo    | xx,xx% vol. |
| acidità totale minima          | xx g/l. |
| estratto secco minimo          | xx,00 g/l |
| resa massima di uva per ettaro | xxx q. |
| resa massima di uva in vino    | xx % |